# أنديرة كبيرة الساق
أنديرة كبيرة الساق (الاسم العلمي:Andira macrothyrsa) هي نوع من النباتات تتبع جنس الأنديرة من الفصيلة البقولية.